# جين الصينية (لغة)
لغة الجين (بالصينية المبسطة: 晋语؛ الصينية التقليدية: 晉語؛ بينيين: Jìnyǔ) هي مجموعة من اللغات الصينية يتحدث بها حوالي 48 مليون شخص في شمال الصين، بما في ذلك معظم مقاطعة شانشي، ومعظم وسط منغوليا الداخلية، والمناطق المجاورة في مقاطعات خبي، وخنان، وشنشي. يُثير وضع جين جدلاً بين اللغويين؛ فبعضهم يُفضل إدراجها ضمن لغة الماندرين، بينما يُصنفها آخرون على أنها مجموعة شقيقة وثيقة الصلة ولكنها منفصلة.